# Таузанд-Окс
Таузанд-Окс (англ. Thousand Oaks) — город в штате Калифорния, США.
Город был назван в честь дубов, украшающих центральную площадь (буквальный перевод названия — «тысяча дубов»).
Город расположен в самой населённой части региональной области, называемой Conejo Valley. По данным Бюро переписи населения США, город имеет общую площадь 143 км², из которых 142 км² — земля и 0,39 км² (0,27 %) — вода.
Таузанд-Окс является одним из самых безопасных крупных городов страны. Город неизменно входит в топ-10 самых безопасных крупных городов США, однако в 2018 году в нём произошло массовое убийство.

## Климат
Климат средиземноморский. Лето тёплое, сухое и солнечное, зима дождливая и прохладная.
| Показатель                                                                       | Янв.  | Фев.  | Март | Апр. | Май  | Июнь | Июль | Авг. | Сен. | Окт. | Нояб. | Дек. | Год   |
| -------------------------------------------------------------------------------- | ----- | ----- | ---- | ---- | ---- | ---- | ---- | ---- | ---- | ---- | ----- | ---- | ----- |
| Средний суточный максимум, °C                                                    | 20    | 21    | 21   | 23   | 23   | 26   | 26   | 28   | 27   | 26   | 23    | 21   | 23,83 |
| Средний суточный минимум, °C                                                     | 5     | 6     | 6    | 8    | 9    | 12   | 13   | 14   | 13   | 10   | 7     | 5    | 9     |
| Норма осадков, мм                                                                | 10,62 | 11,81 | 9,07 | 2,03 | 0,76 | 0,13 | 0,03 | 0,2  | 0,81 | 1,32 | 3,68  | 6,3  | 46,76 |
| Источник: Average Weather for Thousand Oaks, CA - Temperature and Precipitation: |       |       |      |      |      |      |      |      |      |      |       |      |       |

## Демография
| Год переписи | Нас.   |  | %±      |
| ------------ | ------ |  | ------- |
| 1960         | 2934   |  | —       |
| 1970         | 35935  |  | 1124,8% |
| 1980         | 77072  |  | 114,5%  |
| 1990         | 104352 |  | 35,4%   |
| 2000         | 117005 |  | 12,1%   |
| 2010         | 126683 |  | 8,3%    |
| 2010         | 126683 |  | —       |

По данным переписи 2010 года на территории города проживало 126 683 человек, было 41 793 домов и семей. Плотность населения составляла 886,4 чел/км².
Из 45 836 семей в 35,9 % — воспитывали детей в возрасте до 18 лет, 59,4 % представляли собой совместно проживающие супружеские пары, в 9,3 % семей женщины проживали без мужей, 4,2 % не имели семей. 21,2 % от общего числа семей на момент переписи жили самостоятельно, при этом 9,7 % составили одинокие пожилые люди в возрасте 65 лет и старше. Средний размер домашнего хозяйства составил 2,73 человек, а средний размер семьи — 3,15 человек.
Население города по возрастному диапазону по данным переписи распределилось следующим образом: 23,7 % — жители младше 18 лет, 8,1 % — между 18 и 24 годами, 23,6 % — от 25 до 44 лет, 30,0 % — от 45 до 64 лет и 14,7 % — в возрасте 65 лет и старше. Средний возраст жителей составил 41,5 лет. На каждые 100 женщин в Таузанд-Оксе приходилось 95,8 мужчин, при этом на каждые сто женщин 18 лет и старше приходилось 93,3 мужчин также старше 18 лет.
Средний доход на одно домашнее хозяйство в городе составил 101 120 долларов США, а средний доход на одну семью — 119 207 долларов. При этом мужчины имели средний доход в 82 815 долларов США в год против 50 604 долларов среднегодового дохода у женщин. Доход на душу населения в городе составил 54 304 доллара в год. 2,2 % от всего числа семей в городе и 3,0 % от всей численности населения находилось на момент переписи населения за чертой бедности, при этом 3,2 % из них были моложе 18 лет и 4,1 % — в возрасте 65 лет и старше.

## Экономика
Экономика города базируется на предприятиях занятых в сфере биотехнологии, электроники, автомобильной и аэрокосмической промышленности, телекоммуникаций, здравоохранения и финансов.
Компании Amgen (фармацевтическая), Teledyne Technologies (телекоммуникационная), SAGE Publications (издательский бизнес) имеют в городе свои штаб-квартиры.

## Местное самоуправление
Таузанд-Окс является одним из немногих городов с населением более 100 тыс. человек, где мэр не избирается прямым голосованием, а члены городского совета переизбираются в порядке ротации.

## Фотогалерея

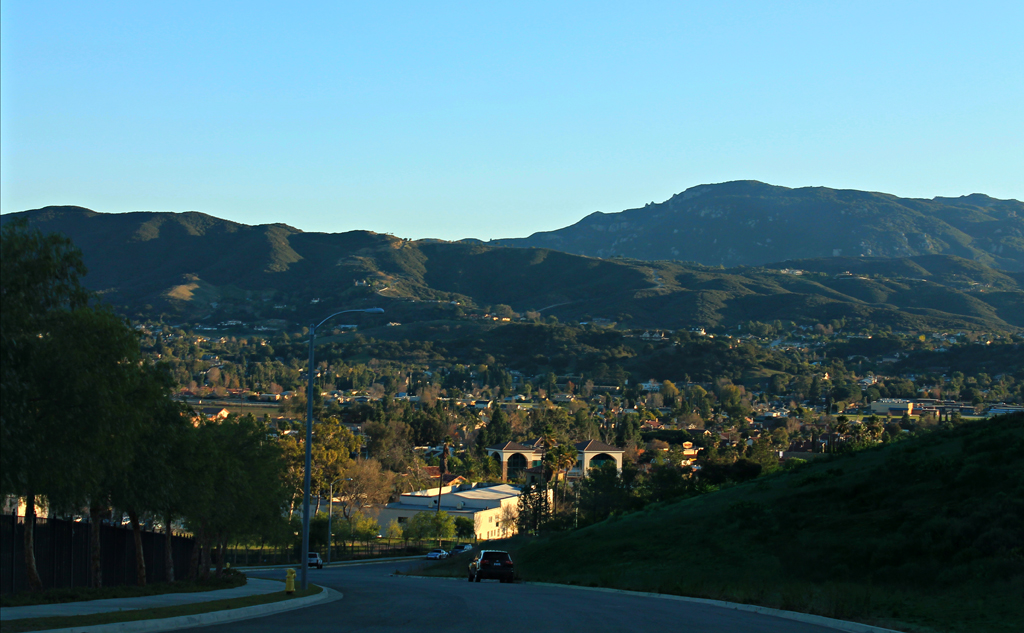
Дорога в Ньюбери-Парк
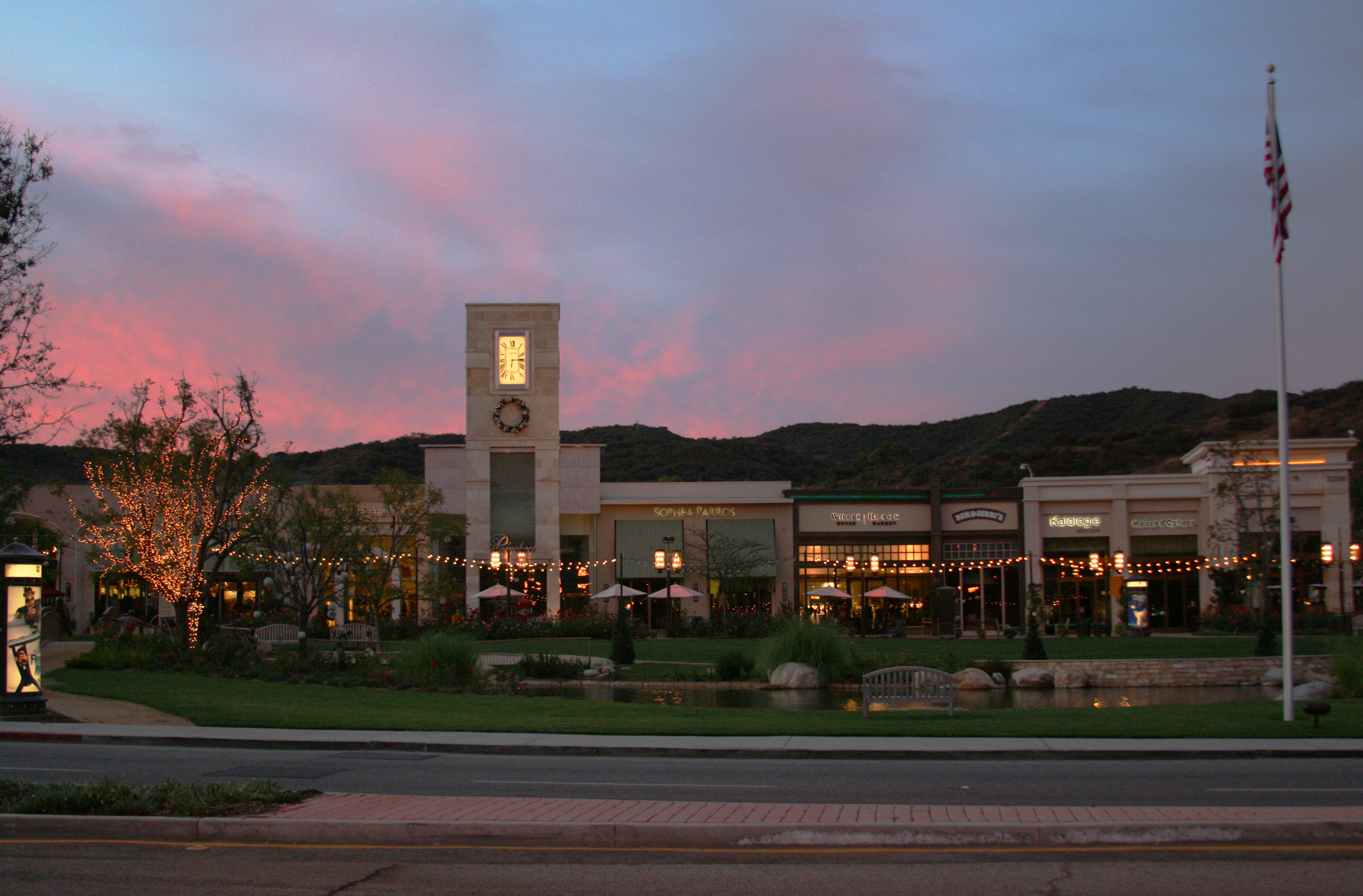
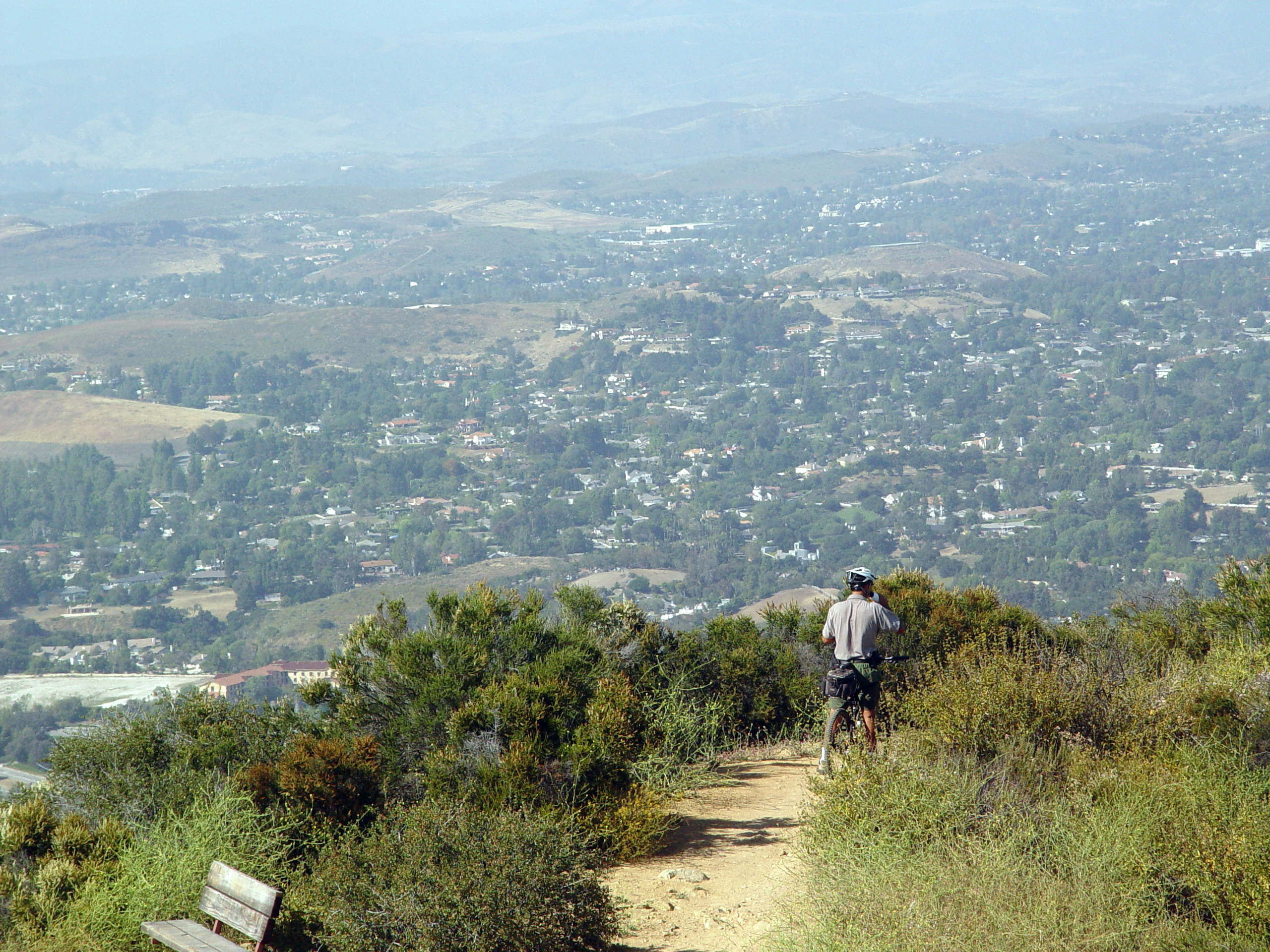
Ньюбери-Парк